# 番仔
番仔（白話字：hoan-á，臺羅：huan-á 客家话：，四縣腔客拼：fán è），是漢族用來稱呼「外地人」或「外國人」之稱謂，後延伸用於形容語言不同或無法溝通之人，考究「番」字本義係舊時漢人對外國的稱呼。如：。或外國的、外族的。如：「番邦」、「番船」、「番茄」、「番椒」、「番薯」。故「番」並不特指某單一民族。印尼華人、新加坡華人、菲律賓華人與馬來西亞華人等皆以番仔稱呼非華裔的東南亞人。台灣日治時期，閩南裔台灣人也以番仔稱呼身為統治階級的日本人，對於藝妓則稱其為番仔雞（hoan-á-kue）；至於日本人妻則稱之為番仔酒矸（hoan-á chiú-kan），意思為外國的酒瓶。在台灣，閩南及客家族群曾經廣泛地以番仔概括稱呼原住民，並以番仔王（Hoan-á-ông）稱呼大肚王國的白晝王。在檳城，番仔被用於稱呼馬來族，而紅毛及吉零仔則被分別用於稱呼歐洲人及坦米爾人。
此外，由於文化接觸與融合，許多西洋傳入東方的物品皆以番仔做為形容詞形容之，例如番仔火（hoan-á-hé）、番仔油（hoan-á-iû）、番薑（hoan-kiuⁿ）、番仔樓（hoan-á-lâu）、番仔字（hoan-á-jī）、番仔幔（hoan-á-moa）等等。
中華民國教育部的《臺灣閩南語常用詞辭典》，認為要避免用「番仔」來稱呼原住民，而《臺灣客語辭典》也明示「番仔」為對原住民的蔑稱。
過去漢人也以類似的用法稱呼來自北方的蒙古入侵者。基本上，在漢語的語境裡「番」這個漢字即蘊藏著野蠻人的意涵。